# أتباتان (مهر أنرود)
أتباتان (بالفارسية: آتباتان) هي مستوطنة تقع في إيران في قسم مهر أنرود المرکزي الريفي. يقدر عدد سكانها بـ 369 نسمة .